# 133 Eskadra IAF

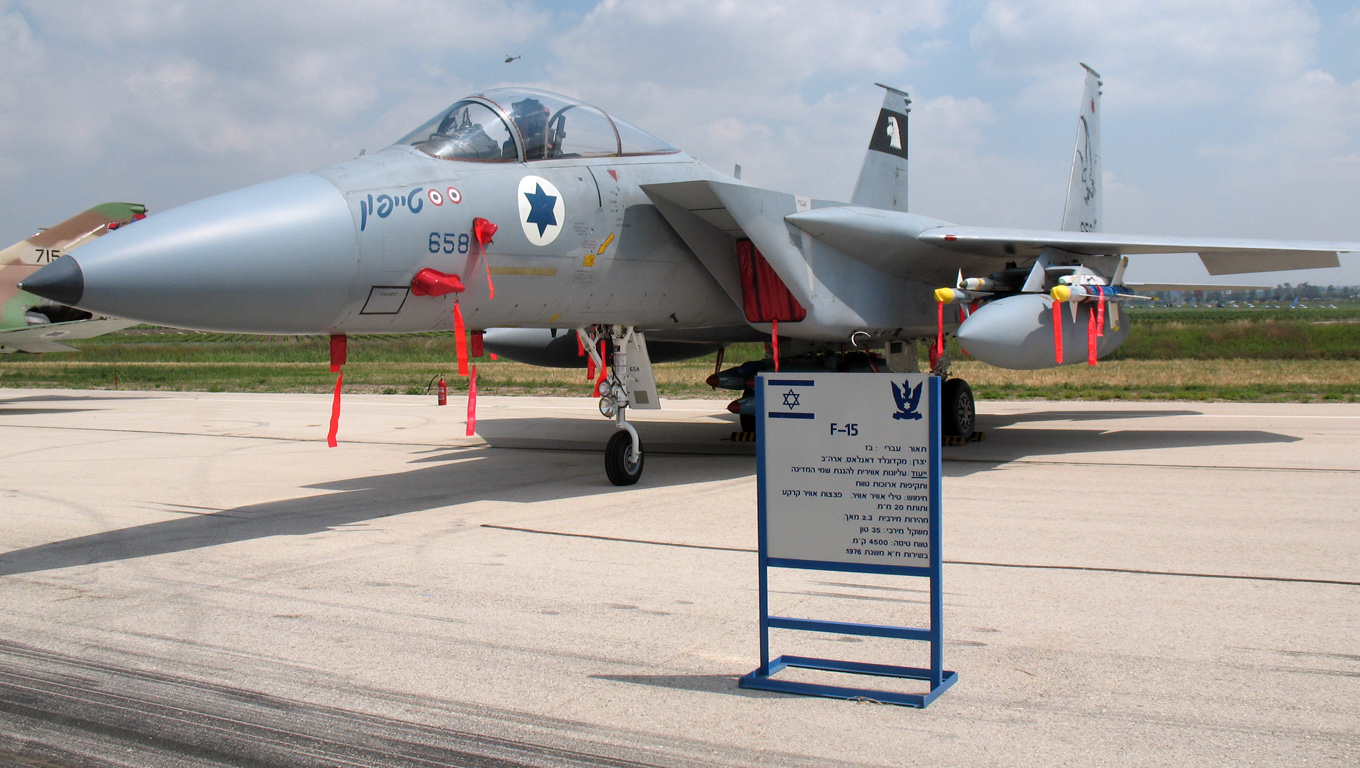
F-15A

133 Eskadra (hebr. „Ha’Zanav Ha’Kafoul”, Rycerze Bliźniaczego Ogona) – myśliwska eskadra Sił Powietrznych Izraela, bazująca w Tel Nof w Izraelu.

## Historia
Eskadra została sformowana w 1976 i składała się z myśliwce przewagi powietrznej F-15A/B. Piloci rozpoczęli szkolenie w Stanach Zjednoczonych i eskadra osiągnęła gotowość bojową dopiero w marcu 1978. Samoloty eskadry rozpoczęły wówczas patrole nad terytorium południowego Libanu. 27 czerwca 1979 eskadra odniosła pierwsze zwycięstwo powietrzne, zestrzeliwując cztery syryjskie myśliwce MiG-21 nad Libanem. Do grudnia 1980 odniesiono jeszcze siedem kolejnych zwycięstw powietrznych.
W czerwcu 1981 samoloty F-15 eskortowały myśliwce F-16 ze 110 Eskadry podczas operacji zbombardowania i zniszczenia irackiego reaktora jądrowego w Osirak.
Podczas II wojny libańskiej w 2006 samoloty 133 Eskadry wzięły udział w bombardowaniu pozycji Hezbollahu w południowym Libanie.

## Wyposażenie
Na wyposażeniu 133 Eskadry znajdują się następujące samoloty:
- myśliwce przewagi powietrznej F-15A/B/D.